# 모즈도크

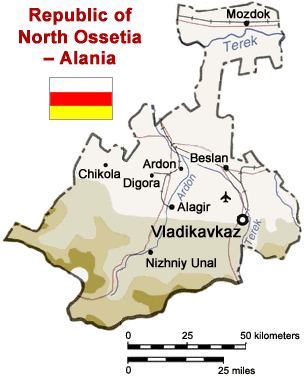
Map of North Ossetia, Russia

모즈도크(러시아어: Моздо́к; 오세트어: Мæздæг)는 북오세티야 공화국 남부에 위치한 도시이다. 모즈독스키 군에 속해 있다.

## 역사
이 도시의 이름은 카바르디어로 "빽빽한 숲"을 의미하는 мэз дэгу에서 유래되었다. 1759년에 지어져서 1785년에 도시로 등록되었다. 당시 이 도시의 민족 구성은 조지아인, 아르메니아인, 카바르딘인, 오세트인, 그리스인으로 구성되었다.
2003년 6월에 이 도시에서 폭탄 테러가 발생했다. 같은 해인 8월 1일에는 이 도시의 병원에서 이 병원을 목표로 삼은 커다른 트럭 폭탄이 충돌해서 50명 이상이 사망했다.

## 인구
| 연도                | 인구   | ±%     |
| ------------------- | ------ | ------ |
| 1897                | 9,300  | —      |
| 1926                | 14,000 | +50.5% |
| 1939                | 19,081 | +36.3% |
| 1959                | 25,611 | +34.2% |
| 1970                | 32,350 | +26.3% |
| 1979                | 34,394 | +6.3%  |
| 1989                | 38,037 | +10.6% |
| 2002                | 42,865 | +12.7% |
| 2010                | 38,768 | −9.6%  |
| 2021                | 36,784 | −5.1%  |
| Source: Census data |        |        |

## 지리
테레크강의 좌안에 위치하고 블라디캅카스에서 북쪽으로 92km 지점에 위치해 있다. 인구는 4만2,865명 (2002년)이다.

## 문화 및 교육
10개의 중등 학교, 음악 학교, 극장이 위치해 있다.